# Az eszperantó története

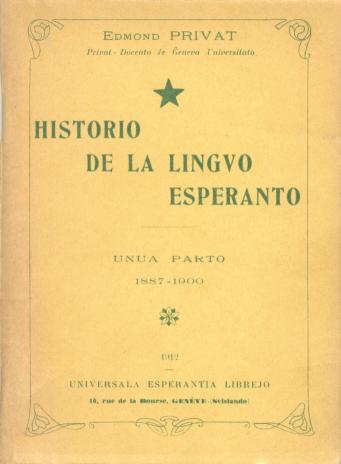

Az eszperantó története L. L. Zamenhoffal kezdődik, aki az 1870-es és 80-as években fejlesztette ki az eszperantót. Az Unua Libro, a nyelv első nyomtatott könyve 1887-ben jelent meg. Az eszperantót beszélők száma fokozatosan nő, kormányok és nemzetközi szervezetek támogatása nélkül. Használatát bizonyos esetekben törvényen kívül helyezték vagy más módon eltiltották. A történetet az Eszperantó Enciklopédia tartalmazza 1933-ig, de 2001 óta az Eszperantó Wikipédia szócikkei dolgozzák fel az eszperantó mozgalmi eseményeket, magába foglalva az enciklopédia szócikkeit is.

## Histografia
Nehéz pontosan meghatározni, mi az eszperantó története. Egyetlen ország története összpontosíthat arra az országra, és egyetlen egyesület története egy társulásra. Az eszperantó történetének több vonatkozása is van:
- nyelvtörténet, tehát magának a nyelvnek az eredete és fejlődése;
- az eszperantót beszélő emberek, vagyis a nyelvi közösség;
- az eszperantó mozgalom a nyelv támogatására és elfogadására irányuló törekvéssel;
- a szervezetek;
- a nyelvi közösség kulturális termékei.

A hallgatók és a kutatók számára hasznos művek az Eszperanto Enciklopédia és az Esperanto en Perspectivo. Ritkák azok az áttekintő művek, amelyek nem csak áttekintések. Különösen hiányzik egy igazi eszperantó történelem tankönyv.
Bővebben: Könyvek az eszperantó történetéről (eszperantó nyelven)

## Történeti áttekintés

### Az első időszak ("orosz" és "francia" korszak) 1887-1903
Az új nyelv első kampánya az 1887. júliusi Unua Libro volt, amelyet Ludovic Lazaro Zamenhof (Lazarj/Lejzer Markovič Zamenhof) adott ki Varsóban (akkor az Orosz Birodalomhoz tartozott). Valójában csak egy 40 oldalas prospektus volt. Zamenhof kiküldte ezt és más újdonságokat, hirdetéseket adott fel újságokban.
Az új eszperantisták nyilvántartása érdekében névjegyzéket adott ki azokról, akik megtanulták a nyelvet. Az első 1889-ben már ezer főt tartalmazott, bár ez nem feltétlenül jelenti azt, hogy mindenki (jól) beszélt eszperantóul. A szerény szám azonban azt mutatja, hogy Zamenhof nem csak publikálta projektjét és várta a végső győzelmet, hanem rengeteg pénzt és időt fektetett be. A névjegyzékek később évkönyvekké váltak.
1888 végén a nürnbergi Volapük Klub áttért az eszperantóra. A nürnbergiekkel együtt Zamenhof kiadta a La Esperantisto magazint. Az új nyelv követői számára ez lett a legfontosabb láncszem, ma pedig a korszak fontos forrása. Az Orosz Birodalomban volt a legtöbb beszélő, ezért az eszperantó mozgalom első időszakát „orosz korszaknak” nevezik. Az adományoknak köszönhetően a projektet sikerült folytatni, de 1895-ben az orosz cenzúra egy rövid időre megtiltotta a folyóirat Oroszországban történő terjesztését. A mozgalom újságszolgáltatásának feladatát svéd fiatalok vették át Uppsalában: Lingvo Internacionala néven.
A nürnbergi klubon kívül, amely azonban már 1894-ben kilépett a mozgalomból, számos másik klub működött, például Moszkvában, Szentpéterváron és a Schalkéban (ma Gelsenkirchen része). Általában véve a mozgalom növekedése lassú volt.
1898-ban a francia eszperantista Louis de Beaufront megalapított egy francia nyelvű társaságot (amely 1903-ban valójában franciának nevezte magát). Nem francia nyelvű országokban is voltak tagjaik, de L'espérantiste orgánuma szinte kizárólag francia nyelvű volt. A Beaufront propagandista nevéhez fűződik az értelmiségiek toborzása is, például Théophile Cart, Carlo Bourlet és Hippolyte Sebert. Ez volt a "francia időszak".

### Az eszperantó alapító korszaka (vagy: "nemzetközi időszak") 1903-1914
Kb. 1903-tól az első világháborúig számos nemzeti egyesület alakult, például 1903-ban a svájci, 1906-ban a német és 1910-ben az amerikai.
Ebben az időszakban kezdődtek el a nemzetközi találkozók is. Az eszperantisták első nagy nemzetközi találkozójára 1904-ben került sor a francia Calais városában és a brit Dover városában. Az első Eszperantó Világkongresszusra 1905-ben került sor Boulogne-sur-Mer -ban, az Észak-francia tengerparton. A kongresszuson többek között egy Nyelvi Bizottságot (Lingva Komitato) és a Fundamento de Esperanto-t fogadták el, hogy a nyelv stabilitását és fejlődését biztosítsák.
Az Eszperantó Világszövetséget 1908-ban alapították. A kezdeti szándék ellenére sem sikerült minden eszperantó tevékenységet az ernyője alá vonnia. Eközben a nemzeti társaságok önállóan próbáltak szövetséget alapítani, de az Eszperantó Egyesületek Nemzetközi Szövetsége (1913) az első világháború miatt nem tudott létrejönni.
Ebben a periódusban, amely különösen az eszperantó fejlődését mutatta, bizonyos törést az 1907/1908-as és az azt követő évek válsága jellemezte. Az új nyelvi projektre áttért eszperantisták száma azonban továbbra is nagyon korlátozott maradt. Az első világháború alatt nem sok mindent lehetett elérni, kivéve azt, hogy a különböző országok eszperantistái háborús propagandára használták az eszperantót, adományoztak egy mentőautót vagy tanítottak eszperantót hadifoglyoknak vagy más internáltaknak.

### Szervezeti viták és a kölni megoldás 1920-1933/34
Az I.világháború után a mozgalom közös céljainak elérése érdekében próbáltak megegyezésre jutni az EBE és a nemzeti egyesületek. Nemzetközi lobbit terveztek az eszperantóért, propagandát és nyelvtanítást a mozgalom nélküli országokban, figyelmet az eszperantó nyelvű rádióadásokra stb., ehhez pedig kampányra és finanszírozásra volt szükség.
Bár már voltak elképzelések a közös megoldásról, a nemzeti társaságok EU-ba történő integrálására, közös bizottsággal átmenetileg egy külön testülettel rendelkező szervezet működött. 1922-ben az UEA és a nemzeti egyesületek megállapodtak az együttműködésről a Helszinki szerződés alapján. Ebben a helszinki rendszerben egyrészt az UEA, másrészt a nemzeti társaságok közösen választottak és finanszíroztak egy Nemzetközi Központi Bizottságot. Ennek az NKB-nak később volt irodája és Robert Kreuz személyében igazgatója is.
A helsinki szervezettel szembeni elégedetlenség miatt a nemzeti társaságok új megoldást kerestek. Új nemzetközi szövetség alapításával fenyegetőztek, így az UEA-nak kompromisszumot kellett kötnie. A kölni Eszperantó Világkongresszuson 1933-ban megállapodást írtak alá, amely szerint a nemzeti egyesületek csatlakoznak az UEA-hoz, fizetik tagságukat, és tagokat delegálnak a bizottságba. A Kölni egyezmény a korabeli EME alapja is volt, néhány átmeneti módosítással.

### Tilalmak és a második világháború
A munkás-eszperantó mozgalom kezdete előtt már mutatkoztak némi akadályok. Az 1930-as években Németországban és Portugáliában a semleges eszperantó egyesületeket is betiltották. A Szovjetunióban sem lehetett többé szervezeti felépítésük az eszperantistáknak. A második világháború újabb csapást mért a mozgalomra, különösen 1940 és 1944 között. A semleges vagy nem harcoló országokban is megvolt a háború következménye, pl. a fiatal férfiak toborzása.

### Az eszperantó ahidegháborúban1945-1989
A  II. háború után csak Kelet-Európában engedték meg az eszperantistáknak a nemzeti mozgalmak újjászervezését. Már 1949-ben, amikor a kommunista diktatúrák megszilárdultak, sok nemzeti mozgalomnak abba kellett hagynia a működését. Sztálin 1953-as halála után javult a helyzet, de egyes országokban csak hosszú évek után engedélyezték a nemzeti egyesületek újraalapítását. Elég sok időbe telt, míg a nemzeti szövetségek csatlakozhattak az UEA-hoz, pl. a szovjetek csak 1989-ben.
Az eszperantó használata Tajvanon Csang Kaj-sek uralkodása alatt szintén tabu volt, a nyelv kommunizmussal való kapcsolata miatt.
A kelet-európai egyesületek visszatérése után (kb. 1955-től) a mozgalom nyugaton és keleten egyaránt megengedett volt. A kommunista diktatúrákban tapasztalható problémák ellenére igyekeztek az eszperantista szervezetek minél jobban együttműködni és kapcsolatokat kialakítani. Előfordult például, hogy a kommunista országokban néha Eszperantó Világkongresszusokat tartottak. Az első eset a jugoszláviai Zágrábban történt 1953-ban. A szovjet blokk országában az első UKo-t Varsóban rendezték meg 1959-ben. Aztán kb. minden negyedik alkalommal az UKo kelet-európai országban történt.
Ebben az időszakban az eszperantó Kínában és a világ déli felében is erősödött. Ez az 1970-es években például több dél-amerikai országszövetségnek az UEA-hoz való csatlakozásán is meglátszott. 1981-ben került sor az első UKo-ra a déli féltekén, nevezetesen Brazíliában.
A technikai fejlődés kedvezett az eszperantó zenének is, mert a hanglemezek gyártása olcsóbbá vált. Az 1970-es években megjelent a kompakt kazetta (hangkazetta), az 1980-as években pedig a kompakt lemez (CD).

### Az eszperantó aberlini falleomlása után (1989-)
A kommunizmus kelet-európai feloldása az 1990-es évek elején új korszakot nyitott a kelet-európai eszperantó egyesületek számára. A bürokratikus szocialista rendszerek összeomlása a Szovjetunióban és Kelet-Európában egy csapásra jelentős anyagi forrásokat hozott, például támogatott ingatlanokat és kiadványokat, fizetett köztisztviselőket és tanárokat. A megtizedelt eszperantó szervezetek és klubok újra indultak. Másrészt felszabadultak az eszperantisták a hivatalos propagandapolitika alól.
Az internet a nagyközönség kommunikációs eszközeként jelent meg, ami a nemzetközi eszperantó közösség javára vált. Az eszperantó kommunikáció és publikáció jelentős része mára már csak online történik. 2007-ben volt a Lengyel Eszperantó Rádió utolsó adása, és átkerült az internetre.

### Az eszperantó növekvő használata a 60-as évektől
Az eszperantó növekvő használatát az elmúlt évtizedekben, különböző statisztikai adatok is jelzik.
- A magyar népszámlálás 1941-ben 942, 1990-ben 2083, 2001-ben 4575, 2011-ben pedig 8397 eszperantó beszélőt számlált. Ez utóbbiak közül 985 esetben az eszperantó volt családi vagy anyanyelvnek nevezve.

A hatvanas években az UEA évkönyve 58 (1961), 67 (1962) és 83 (1965) eszperantó bennszülött nevét sorolta fel. 1996-ban kb. 350 olyan család esete, ahol eszperantó anyanyelvűek; családonként átlagosan két gyerekkel, feltételezhető, hogy akkoriban hétszáz született eszperantista - denaska esperantisto gyermek volt.
- Manapság húsz afrikai országban működik eszperantó egyesület, ezek szinte mindegyike 1960 után alakult. A Pasporta Servo évkönyvben szereplő afrikai címek száma az 1988/89-es 18-ról 2005-re 59-re nőtt.

- Négy zenei album jelent meg eszperantó nyelven a hatvanas években, 17 a hetvenes években, 58 a nyolcvanas években, 75 a kilencvenes években és több mint száz az új évezred első évtizedében. Több mint 3000 eszperantó nyelvű dal érhető el az interneten.

- A legalább egyhetes eszperantó találkozók résztvevőinek száma Németországban kb. 100 a hetvenes évek elején, 2008-ban kb. 800.

- A Wikipédia 2001-es megjelenése előtt nem volt eszperantó nyelvű enciklopédia általános témákról; Az Eszperantó Enciklopédia (eszperantó témájú) 1934-ben jelent meg, azóta nem szerkesztették.

- 1906 és 1971 között kb. 28 eszperantó és interlingvisztikai szakdolgozat készült, tehát körülbelül minden második-harmadik évben egy. Ez a szám erősen nőtt: 1975 és 1987 között összesen 95 disszertáció jelent meg, így 1975 óta évente átlagosan több mint 7.

## Fordítás
- Ez a szócikk részben vagy egészben  a   Historio de Esperanto című eszperantó Wikipédia-szócikk ezen változatának fordításán alapul.  Az eredeti cikk szerkesztőit annak laptörténete sorolja fel. Ez a jelzés csupán a megfogalmazás eredetét és a szerzői jogokat jelzi, nem szolgál a cikkben szereplő információk forrásmegjelöléseként.